# Cuíca
Een cuíca [ˈkʷi kɐ] is een Braziliaans soort rommelpot die vaak in sambamuziek wordt gebruikt.
De cuíca wordt gewoonlijk van metaal gemaakt. Het instrument heeft een enkel vel, met een diameter van doorgaans 15 tot 25 centimeter, gemaakt van dierlijke huid. Door het midden van dit vel wordt een bamboestokje gestoken en vastgemaakt. Het stokje wordt met een stuk stof in de hand genomen en met een wrijvende beweging in trilling gebracht. De muzikant varieert de toonhoogte door met de duim van de andere hand druk op het vel uit te oefenen. De cuíca maakt een geluid dat als een apengeluid beschreven kan worden:
Geluid van de cuícaⓘ
Het instrument wordt onder één arm op borsthoogte vastgehouden met behulp van een schouderriem. De cuíca speelt een belangrijke ritmische rol in de sambamuziek. Het instrument is een bijzonder opvallend kenmerk van de carnavalsgroepen in Rio de Janeiro, die volledige secties van cuícaspelers kennen.   
Een Nederlands instrument dat veel op de cuíca lijkt, is de rommelpot of foekepot.